# Asterix & Obelix tegen Caesar
Asterix & Obelix tegen Caesar, ook verschenen als Asterix & Obelix bieden dapper weerstand tegen Caesar, (originele titel: Astérix et Obélix contre César) is een Franse film uit 1999 gebaseerd op de Asterix-stripreeks van René Goscinny en Albert Uderzo. Het is de eerste live-action film gebaseerd op deze strips. De regie was in handen van Claude Zidi. De titelrollen werden vertolkt door Christian Clavier en Gérard Depardieu.

## Verhaal
Het is het jaar 50 voor Christus. Onder bevel van Julius Caesar hebben de Romeinen vrijwel heel Gallië veroverd. Alleen in het noorden biedt een klein dorpje nog moedig weerstand dankzij de toverdrank van de druïde Panoramix. De inwoners van dit dorp doen niets liever dan de Romeinen het leven zuur maken. Met name de Romeinse centurio Caius Bonus, bekend uit Astérix de Galliër, is een geliefd doelwit van de twee Galliërs Asterix en Obelix.
In het begin van de film ziet men de dorpelingen in hun dagelijkse leven. Na een vechtpartij voorspelt Panoramix dat het dorp een lastige tijd te wachten staat.
Het dorp wordt bezocht door de mooie Walhalla, op wie Obelix meteen verliefd wordt. Zij is echter al verloofd met Tragicomix. In een nabijgelegen Romeins kamp arriveert een belastingtransport. Een van de Gallische slaven die bij het kamp te werk is gezet ziet de met geld volgeladen kist en bedenkt een plan om deze te bemachtigen. Hij en twee handlangers ontsnappen en gaan naar het Gallische dorp, waar de slaaf zich voordoet als een ziener. Hij voorspelt de Galliërs dat ze de volgende dag een grote schat buit zullen maken, waarmee ze een leger op de been brengen en de Romeinen uit Gallië verjagen. Op Asterix na slikken alle Galliërs de voorspelling als zoete koek. Wanneer de volgende dag het belastingtransport bij het dorp aankomt om de belasting te innen, stelen de Galliërs de kist met geld.
Julius Caesar arriveert zelf bij het kamp samen met de plaatselijke gouverneur Catastrofus. Hij ziet met eigen ogen hoe de Galliërs de Romeinse legers verslaan. Die avond verdooft de ziener Asterix met giftige paddenstoelen, zodat Asterix hallucinaties krijgt en zijn dorpelingen voor Romeinen aanziet. Hij wordt later genezen dankzij het valse gezang van Kakofonix, maar tegen die tijd hebben de ziener en zijn twee helpers al van de gelegenheid gebruik gemaakt om de geldkist te stelen.
Caesar laat zich door Catastrofus overhalen om diens plan Panoramix te ontvoeren in de praktijk te brengen terwijl in de tussentijd een groot leger komt om het Gallische dorp eindelijk te veroveren. Panoramix gaat de volgende dag naar een jaarlijkse druïdebijeenkomst. Een aantal Romeinen, waaronder Catastrofus, vermommen zich als druïden en ontvoeren Panoramix. Hij wordt naar het Romeinse kamp gebracht waar Catastrofus hem middels marteling de formule van de toverdrank probeert te ontfutselen. Catastrofus heeft echter een eigen agenda: hij wil de drank gebruiken om Caesar te onttronen en over het Romeinse Rijk te heersen.
Asterix en Obelix ontdekken wat er is gebeurd en gaan ook naar het Romeinse kamp. Asterix laat Obelix zich vermommen als Romein. Hij moet zich gedragen als een soldaat totdat Asterix hem een codewoord zegt. Het plan mislukt wanneer Asterix en Obelix van elkaar worden gescheiden en Asterix wordt gevangen. Catastrofus laat nu Asterix martelen en later zelfs Idéfix. Hierdoor moet Panoramix toegeven en de toverdrank maken. Hij onderneemt nog wel een poging om Asterix wat drank te geven, maar dit mislukt. Obelix wordt ondertussen door Catastrofus overgehaald hem te helpen Caesar te arresteren. Catastrofus laat de andere Romeinen denken dat Caesar ziek geworden is.
Die avond houden de Romeinen een groot feest waarbij Asterix bij wijze van vermaak een arena vol wilde dieren moet oversteken. Obelix is ook aanwezig als eregast van Catastrofus. Asterix slaagt er eindelijk in Obelix het codewoord te zeggen, waarna Obelix onthult wie hij werkelijk is. De twee halen Panoramix uit de kerker, en bevrijden bij hun vlucht ook een andere gevangene met een ijzeren masker op. Terug in het Gallische dorp blijkt deze gevangene niemand minder dan Caesar te zijn.
Panoramix legt de situatie uit: de Romeinen zullen snel aanvallen en zij hebben nu ook de toverdrank. De Galliërs hebben nog maar één ketel over. Caesar sluit een deal met de Galliërs: als ze hem helpen weer aan de macht te komen en Catastrofus te verslaan, zal hij accepteren dat het Gallische dorp niet bij zijn rijk hoort en hen voortaan met rust laten. Panoramix komt met het idee de toverdrank die de Galliërs nog hebben sterker te maken door er melk van de tweekoppige eenhoorn bij te doen. Dit dier is al jaren terug uitgestorven, maar Panoramix’ leermeester Metusalix heeft nog een flesje met de melk. Metusalix woont in een grot onder het dorp. Hij wil de melk alleen geven als de Galliërs twee van zijn raadsels beantwoorden.
De Romeinen openen de aanval en de Galliërs kunnen hen maar met moeite tegenhouden. Dankzij een helder moment van Obelix beantwoorden de Galliërs de twee raadsels en krijgen de melk. Bij hoge mate van uitzondering mag Obelix nu ook van de toverdrank drinken. Door de toevoeging van de melk splitsen Asterix en Obelix op in vele dubbelgangers. Dit hele leger van Asterixen en Obelixen verslaat met gemak de Romeinen en vangt Catastrofus, die meteen door Caesar wordt gearresteerd.
Nu het gevaar is geweken komt Obelix met het idee Walhalla wat van de eenhoornmelk te geven zodat ook zij opsplitst en zowel Obelix als Tragicomix tevreden kunnen zijn. Maar net als de toverdrank werkt de eenhoornmelk ook maar tijdelijk, en spoedig vallen alle dubbelgangers uiteen tot zeepbellen, inclusief de dubbelgangster van Walhalla, tot groot verdriet van Obelix.
De film eindigt met een groot banket waarbij de Galliërs de verjaardag van Obelix vieren. Zelfs Caesar heeft voor Obelix een cadeau: een groep Romeinse soldaten die hij helemaal alleen mag bevechten.

## Rolverdeling
| Acteur                                     | Personage                   | Nederlandse stemacteur |
| ------------------------------------------ | --------------------------- | ---------------------- |
| Christian Clavier                          | Astérix                     | Serge-Henri Valcke     |
| Gérard Depardieu                           | Obélix                      | Jack Wouterse          |
| Claude Piéplu                              | Panoramix                   | Wim van Rooij          |
| Pierre Palmade                             | Assurancetourix (Kakofonix) | David Verbeeck         |
| Laetitia Casta                             | Falbala (Walhalla)          | Hilde Vanhulle         |
| Gottfried John                             | Julius Caesar               | Vic De Wachter         |
| Jean-Pierre Castaldi                       | Caius Bonus                 | Frits Lambrechts       |
| Roberto Benigni                            | Catastrofus                 | Johnny Kraaykamp jr.   |
| Michel Galabru                             | Abraracourcix (Heroïx)      | Michel Van Dousselaere |
| Daniel Prévost                             | Prolix (Xynix), de ziener   | Jan Nonhof             |
| Marianne Sägebrecht (stem: Andréa Ferréol) | Bonemine (Bellefleur)       | Marjolijn Touw         |

## Achtergrond

### Plot
De film gebruikt verhaallijnen uit verschillende Asterix-stripboeken. De hoofdplot, een Romeinse commandant die de toverdrank wil gebruiken om Caesar te onttronen, is afkomstig uit de eerste strip: Asterix de Galliër. De ontvoering van Panoramix terwijl hij op een druïdebijeenkomst is, is overgenomen uit Asterix en de Goten (met als verschil dat hij in de strip door Goten ontvoerd werd). De ziener is uiteraard afkomstig uit het gelijknamige stripboek en Obelix’ verliefdheid op Walhalla is afkomstig uit Asterix als legioensoldaat. De verjaardag van Obelix waarbij hij zijn eigen Romeinen krijgt is overgenomen uit Obelix & co.. De naam van de Romeinse commandant, Catastrofus, is gelijk aan die van de onruststoker uit De intrigant.

### Productie
In 1994 gaf Albert Uderzo zijn toestemming voor het maken van een live-action Asterix-film. De film brak in Frankrijk alle verkooprecords.

### Reacties
De film werd met gemengde reacties ontvangen. Sommige fans van de serie vonden dat de film te veel afzonderlijke verhaallijnen bevatte. Albert Uderzo was echter zeer te spreken over de film.

## Prijzen/nominaties
- In 1999 won Asterix & Obelix tegen Caesar twee prijzen:
  - De Bogey Award in Silver
  - Een Golden Screen
- In 2000 won de film de Bayerischer Filmpreis voor beste mannelijke bijrol (Gottfried John).
- Datzelfde jaar werd de film eveneens genomineerd voor een César, maar won deze niet.

## Trivia
- Voor de scène in de Romeinse arena werden 100 echte spinnen gebruikt. De crew maakte hen ongevaarlijk door was op hun tanden te smeren.
- Gerard Depardieus stuntman sprong tijdens de arenascène per ongeluk op een echte alligator in plaats van een van de nepalligators.
- Olaf Wijnants, die de stem van Asterix verleent in de animatiefilms, speelt in de Engelstalige versie van deze film Asterix.